# 京畿道民俗文化財
京畿道民俗文化財（キョンギド みんぞくぶんかざい）は、大韓民国の文化遺産保護制度で、市道指定文化財の一つ。「衣食住・生業・信仰・年中行事などに関する風俗・慣習と、それに使用される衣服・器具・家屋などで国民生活の推移を理解するのに不可欠なもの」であり、かつ上位の国家指定文化財に指定されていないものを対象として京畿道が条例により指定する。旧名は「京畿道民俗資料」であり、2011年2月5日に全文改正された文化財保護法（法律第10000号）が施行され、現在の名称になる。

## 京畿道民俗文化財一覧
| 番号    | 登録名             | 所在地   | 管理者               |
| ------- | ------------------ | -------- | -------------------- |
| 第001号 | 檜岩寺址挽き臼     | 楊州市   | 檜岩寺               |
| 第002号 | 驪州甫通里日時計   | 驪州郡   | 個人                 |
| 第003号 | 三幕寺男女根石     | 安養市   | 三幕寺               |
| 第004号 | 普門寺挽き臼       | 江華郡   | 普門寺               |
| 第005号 | 金丙浩古家         | 陽平郡   | 個人                 |
| 第006号 | 鄭元采古家         | 華城市   | 個人                 |
| 第007号 | 金正植古家         | 陽平郡   | 個人                 |
| 第008号 | 一山邑栗刺草家     | 高陽市   | 高陽市               |
| 第009号 | 徳陵邑山神閣       | 南楊州市 | 徳陵邑住民           |
| 第010号 | 龍仁伝陰崖李耔古宅 | 龍仁市   | 韓山李氏陰崖公派宗中 |
| 第011号 | 驪州梨浦里甕器窯   | 驪州郡   | 個人                 |
| 第012号 | 金左根古宅         | 利川市   | ソウル大学校発展基金 |